# O Mundo Perdido (1925)
The Lost World (bra/prt: O Mundo Perdido) é um filme mudo de 1925, gênero ficção científica e fantasia, dirigido por Harry O. Hoyt e com roteiro de Marion Fairfax. O filme é  baseado no romance The Lost World, de Arthur Conan Doyle, publicado em 1912. 
O filme foi produzido pela First National Pictures, um grande estúdio de Hollywood na época, e estrelado por Bessie Love, Lewis Stone e Wallace Beery. Os efeitos especiais foram feitos em stop-motion, por Willis O'Brien (que também fez os efeitos especiais de King Kong). Em 1998 o filme foi considerado "culturalmente, historicamente ou esteticamente significante" pela Biblioteca do Congresso dos Estados Unidos e selecionado para preservação na National Film Registry.

## Sinopse
O "paleontologista " Professor George Challenger acredita que ainda existam dinossauros nos lugares mais remotos da selva Amazônica. Para ajudar a provar sua teoria, ele recebe o apoio de um jornal para viajar com um grupo de pessoas até lá e ver o que consegue encontrar. O problema é que suas teorias se mostram corretas, mas ele pode acabar pagando caro demais por sua descoberta. Em sua jornada, ele e seu grupo irão se defrontar com muitas aventuras, os perigos da floresta e uma surpresa atrás da outra. Escrito por Sir Arthur Conan Doyle em 1912, o filme foi feito originalmente em 1925 pela First National Picture e foi um sucesso sem precedentes nas bilheterias. Com o surgimento do cinema falado, o filme parou de ser distribuído em 1929, e todas suas cópias foram queimadas "misteriosamente " para forçar a produção de uma versão mais nova, que nunca aconteceu.

## Elenco
- Sir Arthur Conan Doyle - ele mesmo (aparece numa pequena parte do filme)
- Bessie Love -  Paula White
- Lewis Stone - Sir John Roxton
- Lloyd Hughes -  Edward Malone
- Wallace Beery - Professor Challenger

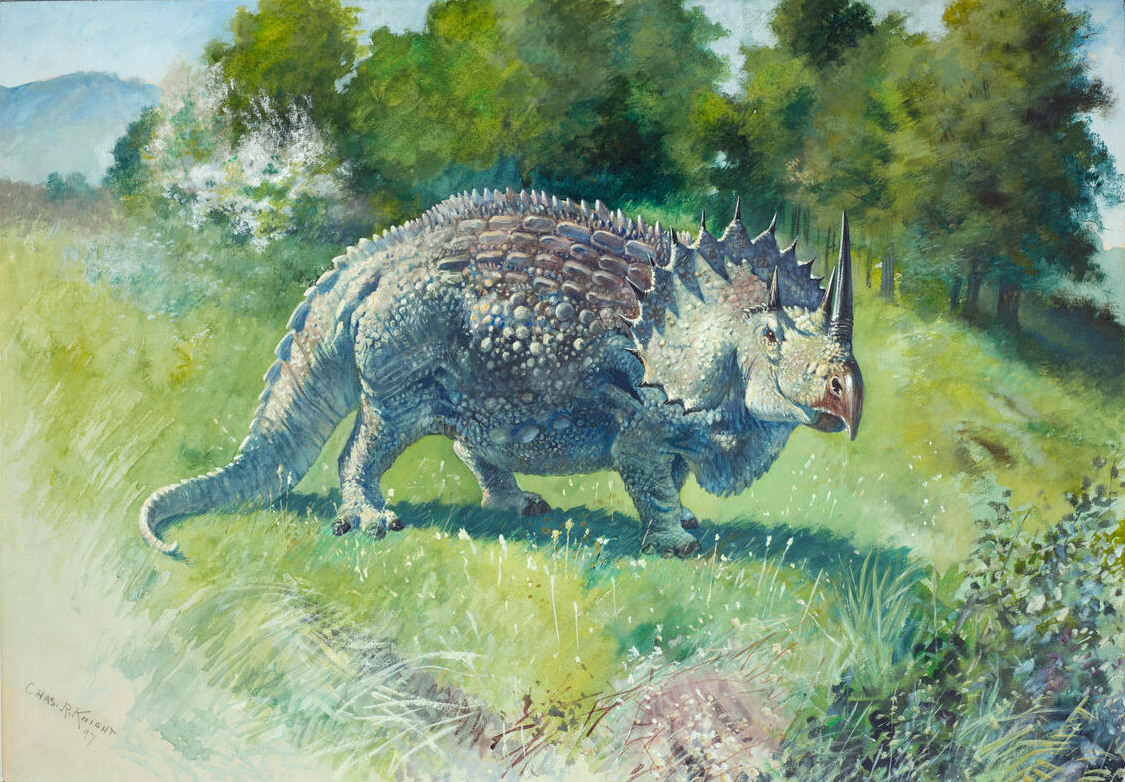
restauração de Charles R. Knight do Agathaumas de 1897, que mais tarde foi usado como base para o modelo do agathaumas, utilizado nO Mundo Perdido [

- Arthur Hoyt - Professor Summerlee
- Alma Bennett -  Gladys Hungerford
- Virginia Browne Faire - Marquette
- Bull Montana - Ape Man/Gomez

[[Image:Agathaumas.jpg|thumb|restauração de Charles R. Knight do Agathaumas de 1897, que mais tarde foi usado como base para o modelo do agathaumas, utilizado n'O Mundo Perdido []]